# Ophiomyia heracleivora
Ophiomyia heracleivora este o specie de muște din genul Ophiomyia, familia Agromyzidae, descrisă de Spencer în anul 1957. Conform Catalogue of Life specia Ophiomyia heracleivora nu are subspecii cunoscute.